# IFA Fistball World Tour
Die IFA Fistball World Tour wird seit 2017 vom Internationalen Faustballverband IFA ausgetragen. In Anlehnung an die ATP- und WTA-Tour beim Tennis können Faustball-Vereinsmannschaften der Männer und Frauen aus aller Welt an Turnieren in Europa, Amerika, Asien und Ozeanien teilnehmen und anhand der Platzierungen Punkte für eine Weltrangliste sammeln. Die besten Teams qualifizierten sich für die Faustball World Tour Finals.

## Turnierkategorie
Die Turniere unterscheiden sich durch die Anzahl der dort vergebenen Weltranglistenpunkte. Sie lassen sich dementsprechend nach ihrer Wertigkeit in drei Kategorien unterteilen:
- die Turniere der IFA Fistball World Masters 1000
- die Turniere der IFA Fistball World Tour 750
- die Turniere der IFA Fistball World Tour 500
- und die Turniere der IFA Fistball World Tour 250

## Austragungen der Männer
| Jahr | Anzahl der Turniere | Anzahl der Turniere | Anzahl der Turniere | Kategorien | Kategorien | Kategorien | Kategorien | Kategorien | Freiplatz/Halle | Freiplatz/Halle | Teilnehmer | Teilnehmer | Teilnehmer | Teilnehmer | Teilnehmer | Teilnehmer |
| ---- | ------------------- | ------------------- | ------------------- | ---------- | ---------- | ---------- | ---------- | ---------- | --------------- | --------------- | ---------- | ---------- | ---------- | ---------- | ---------- | ---------- |
|      | Gesamt              | Länder              | Kontinente          | Masters    | 750        | 5001       | 250        | 1002       | im Freien       | Halle           | Europa     | Amerika    | Asien      | Ozeanien   | Afrika     |            |
| 2017 | 21                  | 8                   | 5                   | 8          | 2          | -          | 5          | 6          | 21              | 0               | 44         | 12         | 4          | 9          | 0          |            |
| 2018 | 20                  | 8                   | 5                   | 6          | 6          | -          | 4          | 5          | 20              | 0               | 32         | 13         | 1          | 8          | 0          |            |
| 2019 | 29                  | 10                  | 5                   | 5          | 6          | 10         | 8          | -          | 28              | 1               | 32         | 12         | 18         | 8          | 0          |            |

- 1 Die Kategorie 500 wurde im Jahr 2019 eingeführt.
- 2 Die Kategorie 100 gab es nur in den Jahren 2017 und 2018.

## Austragungen der Frauen
| Jahr | Anzahl der Turniere | Anzahl der Turniere | Anzahl der Turniere | Kategorien | Kategorien | Kategorien | Kategorien | Kategorien | Freiplatz/Halle | Freiplatz/Halle | Teilnehmer | Teilnehmer | Teilnehmer | Teilnehmer | Teilnehmer | Teilnehmer |
| ---- | ------------------- | ------------------- | ------------------- | ---------- | ---------- | ---------- | ---------- | ---------- | --------------- | --------------- | ---------- | ---------- | ---------- | ---------- | ---------- | ---------- |
|      | Gesamt              | Länder              | Kontinente          | Masters    | 750        | 5001       | 250        | 1002       | im Freien       | Halle           | Europa     | Amerika    | Asien      | Ozeanien   | Afrika     |            |
| 2017 | 21                  | 8                   | 5                   | 8          | 2          | -          | 5          | 6          | 21              | 0               | 15         | 11         | 2          | 2          | 0          |            |
| 2018 | 20                  | 7                   | 5                   | 4          | 6          | -          | 6          | 4          | 20              | 0               | 32         | 13         | 1          | 8          | 0          |            |
| 2019 | 26                  | 10                  | 5                   | 5          | 4          | 11         | 6          | -          | 25              | 1               | 32         | 12         | 18         | 8          | 0          |            |

- 1 Die Kategorie 500 wurde im Jahr 2019 eingeführt.
- 2 Die Kategorie 100 gab es nur in den Jahren 2017 und 2018.